# 半凸楔樱蛤
半凸楔樱蛤（学名：Cadella semitorta），是帘蛤目樱蛤科楔樱蛤属的一种。主要分布于中国大陆，常栖息在潮下带2－60米。